# Langues inati
Cet article concerne le groupe de langues. Pour la pêche collective, voir Inati.
Les langues inati sont un des petits sous-groupes des langues philippines, un des rameaux de la branche malayo-polynésienne des langues austronésiennes. 
Ces langues sont parlées dans le centre des Philippines, par une population de Négritos isolée vivant sur l'île de Panay, les Ati ou Inati.

## Classification

Les langues philippines, entourées en bleu

Blust (1991) inclut les langues inati dans le sous-groupe des langues philippines. La composition de ce groupe est la suivante:
- inete
- sogodnin